# Nikołaj Chabibulin
Nikołaj Iwanowicz Chabibulin, ros. Николай Иванович Хабибулин (ur. 13 stycznia 1973 w Swierdłowsku) – rosyjski hokeista narodowości tatarskiej, reprezentant WNP i Rosji, dwukrotny olimpijczyk, trener.

## Kariera zawodnicza
- Awtomobilist Jekaterynburg (1991–1994)
- Sputnik Niżny Tagił (1990–1991)
- / CSKA Moskwa (1991–1994)
- Russian Penguins (1993–1994)
- Springfield Falcons (1994–1995)
- Winnipeg Jets (1994–1996)
- Phoenix Coyotes (1996–1999)
- Long Beach Ice Dogs (1999–2000)
- Tampa Bay Lightning (2000–2004)
- Ak Bars Kazań (2004–2005)
- Chicago Blackhawks (2005–2009)
- Edmonton Oilers (2009–2013)
- Chicago Blackhawks (2013)
- Torpedo Niżny Nowogród (2023-)

Wychowanek Spartakowca Swierdłowsk. W 2004 jako pierwszy rosyjski bramkarz zdobył Puchar Stanleya. Od lipca 2009 zawodnik Edmonton Oilers związany czteroletnim kontraktem. Od lipca 2013 ponownie zawodnik Chicago Blackhawks związany roczną umową. W barwach drużyny rozegrał cztery mecze w sezonie NHL (2013/2014). Później nie występował. W listopadzie 2015 ogłosił zakończenie kariery.
Mając 50 lat pod koniec grudnia 2023 ogłoszono jego angaż w zespole Torpedo Niżny Nowogród.
Uczestniczył w turniejach zimowych igrzyskach olimpijskich 1992 (WNP), 2002 oraz Pucharu Świata 1996 (Rosja).

## Kariera trenerska
Od końca listopada 2019 do końca grudnia 2020 był trenerem bramkarzy reprezentacji Rosji do lat 20 (jego następcą został inny Tatar, Raszyt Dawydow). Od 2019 pracował też przy seniorskiej kadrze Rosji II, a od 2020 przy pierwszej reprezentacji. 1 maja 2022 został ogłoszony trenerem bramkarzy w klubie Torpedo Niżny Nowogród.

## Sukcesy

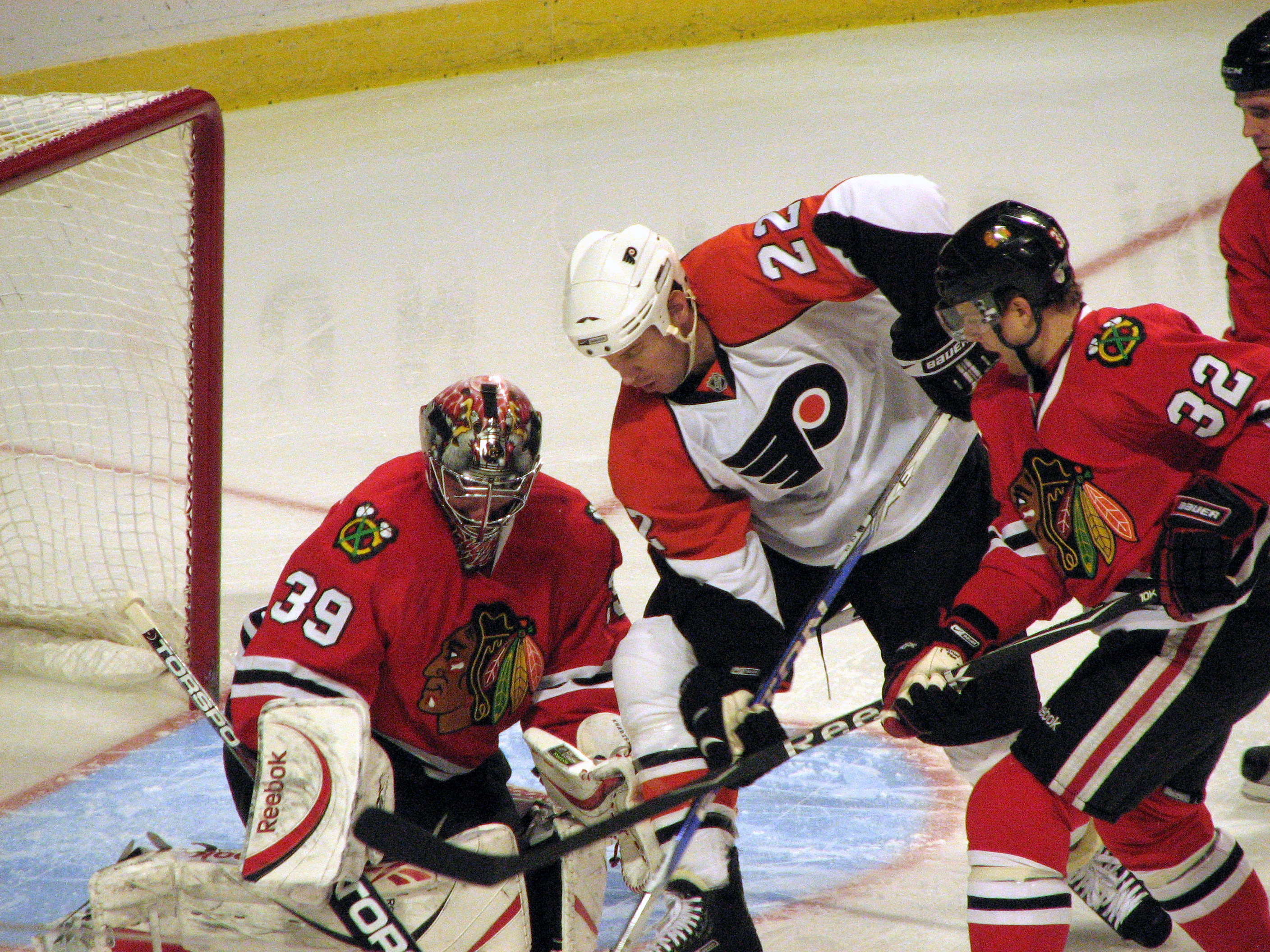
Nikołaj Chabibulin (pierwszy z lewej) w barwach Chicago Blackhawks (2008)

Reprezentacyjne
- Srebrny medal mistrzostw Europy juniorów do lat 18: 1991 z ZSRR
- Złoty medal mistrzostw świata juniorów do lat 20: 1992 z WNP
- Złoty medal igrzysk olimpijskich: 1992 z WNP
- Brązowy medal igrzysk olimpijskich: 2002 z Rosją
- Puchar Stanleya: 2004 z Tampa Bay Lightning

Indywidualne
- NHL (1997/1998):
  - NHL All-Star Game
- NHL (1998/1999):
  - NHL All-Star Game
- IHL 1999/2000:
  - James Gatschne Trophy - Najbardziej Wartościowy Zawodnik (MVP)
- NHL (2001/2002):
  - NHL All-Star Game
- Hokej na lodzie na Zimowych Igrzyskach Olimpijskich 2002:
  - Najlepszy bramkarz turnieju
- NHL (2002/2003):
  - NHL All-Star Game

Wyróżnienia
- Zasłużony Mistrz Sportu Rosji w hokeju na lodzie: 2002
- Rosyjska Galeria Hokejowej Sławy: 2014

## Inne informacje
- Jego żona Wiktorija pochodzi z Mińska na Białorusi[7]. Przez jej przyjaźń z matką tenisistki Wiktoryji Azaranki Chabibulin wsparł finansowo 14-letnią wówczas dziewczynę w początkach kariery tenisowej[8][9].
- 8 lutego 2010 roku został zatrzymany przez policję w Scottsdale (Arizona) w związku jazdą ze zbyt dużą prędkością i pod wpływem alkoholu. W lipcu 2011 został skazany na karę 30 dni pozbawienia wolności. Połowę kary odbył w areszcie domowym[10].